# Гурьев, Константин Яковлевич
Константин Яковлевич Гурьев (1873 — после 1919) — полковник, командующий конно-артиллерийской бригадой Оренбургского казачьего войска (1918), был награждён Георгиевским оружием (1914).

## Биография
Родился 28 сентября 1873 года в станице Оренбургская первого военного отдела Оренбургского казачьего войска. Он был вторым сыном генерал-майора Якова Ивановича Гурьева — помощника атамана первого отдела и командира Оренбургского 13-го казачьего полка в 1905—1906 годы.
Окончил Оренбургский Неплюевский кадетский корпус и поступил в столичное Николаевское кавалерийское училище, из которого был выпущен по первому разряду; 1 октября 1891 года приступил к воинской службе в Русской императорской армии. В августе 1893 года получил звание хорунжего (со старшинством на год ранее), стал сотником в июле 1897 года (также, со старшинством годом ранее). Достиг чина подъесаула в августе 1900 года, есаула — в мае 1911 (причём со старшинством с 1904). Дослужился до войскового старшины в декабре 1912 года (за отличие), а затем и до полковника (октябрь 1917, за боевое отличие) — уже в период Первой мировой войны.
С 1893 по 1894 год проходил службу в Оренбургской 2-й казачьей батарее; в 1897 году числился в Оренбургской 3-й казачьей батарее. В 1900 году Гурьев был младшим офицером во 2-й батарее, в списках которой он находился и позже: в 1908 и в 1912 годах. Получив 17 декабря 1912 года под командование 3-ю батарею Оренбургского казачьего войска, находился на посту её командира до декабря 1914 года.
Во время Великой войны, в 1915—1916 годах, Константин Яковлевич командовал 2-м Оренбургским казачьим артиллерийским дивизионом. Был эвакуирован с театра военных действий — прикомандирован к управлению конно-артиллерийской бригадой в августе 1915 года. В конце октября был командирован в резерв офицерских чинов Двинского военного округа.
С 31 августа 1916 года К. Я. Гурьев был назначен командующим 1-й Сибирской казачьей батареей. В сентябре он вновь стал командовать дивизионом — на этот раз 3-м Оренбургским. Во время Гражданской войны стал участником Белого движения на востоке России. В середине июля 1918 года возглавлял Оренбургскую конно-артиллерийскую бригаду, в сентябре ещё оставался на этом посту. В марте 1919 года, в связи с расформированием бригады, он был переведён в распоряжение Войскового штаба с оставлением по войскам артиллерии.
Зятем (мужем сестры) Константина Яковлевича Гурьева был Александр Александрович Лебедев — войсковой старшина, командир третьей сотни Оренбургского 17-го казачьего полка, георгиевский кавалер.

## Награды
- орден Св. Станислава 3-й степени (1897)
- орден Св. Станислава 2-й степени (1912) с мечами и бантом
- орден Св. Анны 3-й степени (1905)
- орден Св. Анны 4-й степени (1914—1917), «за храбрость»
- орден Св. Анны 2-й степени с мечами
- орден Св. Владимира 4-й степени с мечами и бантом
- Золотое Георгиевское оружие (1914) — «за бой 12 августа 1914 года у местечка Монастержиска в Галиции»[2][6]